# 박규대
박규대(1972년 1월 15일 ~ )는 삼성 라이온즈의 전 야구 선수다. 성광고등학교를 졸업했다.현재는 대구에서 야구교실을 운영하고 있다.

## 등번호
- 61 (1990~1995)
- 8 (1996~1997)

## 같이 보기
- 1993년 삼성 라이온즈 시즌